# Preis der Stadt Münster für Internationale Poesie
Der Preis der Stadt Münster für Internationale (ehemals Europäische) Poesie wurde von der Stadt Münster anlässlich des 1200-jährigen Stadtjubiläums im Jahre 1993 gestiftet. Mit ihm soll ein „international rezipierter Lyrikband und dessen eigenständige Übersetzung“ ausgezeichnet werden, wobei entweder der Gedichtband oder seine Übersetzung deutschsprachig sein muss. Der Literaturpreis ist mit insgesamt 15.500 Euro dotiert (Stand 2021), die jeweils zur Hälfte an den Autor sowie an den oder die Übersetzer gehen. Die Preisträger bestimmt eine unabhängige Jury, der Urs Allemann, Maren Jäger, Cornelia Jentzsch, Matthias Kniep und Norbert Wehr angehören.
Der Preis wird im Rahmen des Internationalen Lyrikertreffens Münster verliehen, das alle zwei Jahre im Mai stattfindet.

## Preisträger
- 1993 Andrea Zanzotto (Lyriker); Donatella Capaldi, Ludwig Paulmichl und Peter Waterhouse (Übersetzer)
- 1995 Inger Christensen (Lyrikerin); Hanns Grössel (Übersetzer)
- 1997 Zbigniew Herbert (Lyriker); Klaus Staemmler (Übersetzer)
- 1999 Gellu Naum (Lyriker); Oskar Pastior (Übersetzer)
- 2001 Hugo Claus (Lyriker); Maria Csollány und Waltraud Hüsmert (Übersetzerinnen)
- 2003 Miodrag Pavlović (Lyriker); Peter Urban (Übersetzer)
- 2005 Daniel Bănulescu (Lyriker); Ernest Wichner (Übersetzer)
- 2007 Tomaž Šalamun (Lyriker); Fabjan Hafner (Übersetzer)
- 2009 Caius Dobrescu (Lyriker); Gerhardt Csejka (Übersetzer)
- 2011 Ben Lerner (Lyriker); Steffen Popp (Übersetzer)
- 2013 Derek Walcott (Lyriker); Werner von Koppenfels (Übersetzer)[1]
- 2015 Charles Bernstein (Lyriker); VERSATORIUM (Übersetzerteam), Tobias Amslinger, Norbert Lange, Léonce W. Lupette, Mathias Traxler (Übersetzer)[2]
- 2017 Jon Fosse (Lyriker); Hinrich Schmidt-Henkel (Übersetzer)
- 2019 Eugene Ostashevsky (Lyriker); Monika Rinck und Uljana Wolf (Übersetzerinnen)
- 2021 Eugeniusz Tkaczyszyn-Dycki (Lyriker); Michael Zgodzay und Uljana Wolf (Übersetzer)[3]
- 2024 Diane Seuss (Lyrikerin), Franz Hofner (Übersetzer)[4]